# Вшедзень (Куявсько-Поморське воєводство)
Вшедзень (пол. Wszedzień, нім. Schetzingen) — село в Польщі, у гміні Моґільно Моґіленського повіту Куявсько-Поморського воєводства.
Населення — 394 особи (2011).
У 1975-1998 роках село належало до Бидгощського воєводства.

## Демографія
Демографічна структура станом на 31 березня 2011 року:
|          | Загалом | Допрацездатний вік | Працездатний вік | Постпрацездатний вік |
| -------- | ------- | ------------------ | ---------------- | -------------------- |
| Чоловіки | 199     | 47                 | 137              | 15                   |
| Жінки    | 195     | 46                 | 117              | 32                   |
| Разом    | 394     | 93                 | 254              | 47                   |